# Lumban Rau Utara
Lumban Rau Utara is een bestuurslaag in het regentschap Toba Samosir van de provincie Noord-Sumatra, Indonesië. Lumban Rau Utara telt 1173 inwoners (volkstelling 2010).